# Jogos das Ilhas do Oceano Índico
Os Jogos das Ilhas do Oceano Índico (em francês:  Jeux des îles de l'océan Indien) é um evento multiesportivo realizado a cada quatro anos entre os atletas das ilhas do Oceano Índico. Os Jogos foram adotados pelo Comitê Olímpico Internacional (COI) em 1976 e atualmente reúnem as ilhas Maurícia, Seicheles, Comores, Madagáscar, Mayotte, Reunião e as Maldivas. O número de atletas que participam tem aumentado ao longo dos anos passou de 1000 atletas em 1979 para mais de 1.500 participantes em 2003 e 2007.

## Origem
A partir de 1947 até 1963, um precursor chamado Jogos Triangulares do Oceano Índico foram organizadas entre Madagascar, ilhas Maurício e Reunião. Em 1963, um jogo de futebol entre Maurício e Madagascar, foi terminado em 1 a 1. Em seguida, Madagascar foi declarado o vencedor do torneio. Depois desta partida o Maurícia se recusou a jogar, e o torneio não foi realizado mais.
Em 1974, o Comité Olímpico Regional de Reunião decidiram organizar uma competição multiesportiva no Oceano Índico e foi finalmente aprovado pelo COI em 1976. A competição foi inicialmente anunciado como os Jogos do Oceano Índico. No entanto, seu nome foi alterado para os Jogos das Ilhas do Oceano Índico antes de os primeiros jogos, sem a participação do Sri Lanka, inicialmente, no projeto de lei.
Os objetivos dos jogos é contribuir para a cooperação regional, através do desenvolvimento do desporto na região, construir a amizade e a compreensão mútua entre os povos das ilhas do Oceano Índico, no espírito olímpico, permitir que os atletas tenham, a cada quatro anos, um concurso cujo interesse e nível são proporcionais com o real esporte da região, cujas repercussões vão garantir o desenvolvimento de infraestrutura nos países da área que estão muito atrás.

## Países participantes
| País       | 1976 | 1985 | 1990 | 1993 | 1998 | 2003 | 2007 | 2011 | 2015 | 2019 | Total |
| ---------- | ---- | ---- | ---- | ---- | ---- | ---- | ---- | ---- | ---- | ---- | ----- |
| Comores    | ✓    | ✓    | ✓    | ✓    | ✓    | ✓    | ✓    | ✓    | ✗    | ✓    | 9     |
| Madagáscar | ✗    | ✓    | ✓    | ✓    | ✓    | ✓    | ✓    | ✓    | ✓    | ✓    | 9     |
| Maldivas   | ✓    | ✓    | ✓    | ✓    | ✓    | ✓    | ✓    | ✓    | ✓    | ✓    | 10    |
| Maurícia   | ✓    | ✓    | ✓    | ✓    | ✓    | ✓    | ✓    | ✓    | ✓    | ✓    | 10    |
| Mayotte    | ✗    | ✗    | ✗    | ✗    | ✗    | ✓    | ✓    | ✓    | ✓    | ✓    | 5     |
| Reunião    | ✓    | ✓    | ✓    | ✓    | ✓    | ✓    | ✓    | ✓    | ✓    | ✓    | 10    |
| Seicheles  | ✓    | ✓    | ✓    | ✓    | ✓    | ✓    | ✓    | ✓    | ✓    | ✓    | 10    |

- Maurício inclui as ilhas de Rodrigues e Agalega.

## Tabela de Medalhas
| Ordem | País                   | Medalha de ouro | Medalha de prata | Medalha de bronze | Total |
| ----- | ---------------------- | --------------- | ---------------- | ----------------- | ----- |
| 1     | Reunião (departamento) | 584             | 534              | 461               | 1579  |
| 2     | Maurícia               | 405             | 462              | 504               | 1371  |
| 3     | Madagascar             | 353             | 339              | 371               | 1063  |
| 4     | Seicheles              | 214             | 201              | 240               | 655   |
| 5     | Comores                | 4               | 11               | 48                | 63    |
| 6     | Mayotte                | 2               | 8                | 9                 | 19    |
| 7     | Maldivas               | 1               | 7                | 14                | 22    |
| Total | Total                  | 1563            | 1562             | 1647              | 4772  |

As medalhas do Oceano Índico da França em 2003 foram contadas para Reunião.